# Martin Nilsson Jacobi
Martin Nilsson Jacobi, född 31 augusti 1972, är en svensk fysiker och professor i komplexa system. Den 1 september 2023 tillträdde han som rektor och vd för Chalmers tekniska högskola.
Han har under sin forskarkarriär haft post-doc-positioner vid Los Alamos National Laboratory och Nordita. År 2010 blev han professor på Chalmers där han även varit ordförande för fakultetsrådet. År 2020–2023 var han vd för Chalmers ägarstiftelse.